# Beder-Malling
Beder-Malling – miasto w Danii, w regionie Jutlandia Środkowa, w gminie Aarhus.